# HEMU-430X
HEMU-430X（Highspeed Electric Multiple Unit - 430km/h eXperiment）是由韩国铁道技术研究院（KRRI）主导、韩国建设交通技术评价院等参与进行的下一代高速铁路试制车辆制作及技术开发项目。 以前使用HEMU-400X的名称，但后来随着设计最高速度增加至430km/h，改为现在的名称。
2013年3月31日试运行时速达421.4公里，继法国、日本、中国之后，韩国成为第4个开发时速超过420公里的高速列车的国家， 其主要特点是分散牵引。 商用列车EMU-260和EMU-320将于2020~2021年交付给韩国铁道公社。